# Presidente Bernardes (San Paolo)
Presidente Bernardes è un comune del Brasile nello Stato di San Paolo, parte della mesoregione di Presidente Prudente e della microregione omonima.